# Ajan (település)
Ajan (oroszul: Аян) falu Oroszország ázsiai részén, a Habarovszki határterületen, az Ohotszki-tenger partján; az Ajan-majai járás székhelye.
Népessége: 967 fő (a 2010. évi népszámláláskor).

## Elhelyezkedése
Az Ohotszki-tenger partvidékén, Ohotszktól kb. 320 km-re délnyugatra, a hegyekkel övezett Ajani-öböl partján helyezkedik el. Távolsága Habarovszktól 1447 km, Nyikolajevszk-na-Amure kikötőjétől a tengeri hajózó útvonalon 631 km. Tengeri kikötő. Az Ajan-öbölben a hajózási idény évente kb. 170 napig tart.
A szárazföld belsejébe csak a Dzsugdzsur-hegység 1000 m magas hágóján át vezet kocsiút Nyelkan faluig (kikötő a Maja folyó partján). Ezen a kb. 215 km-es úton át lehet – az időjárási viszonyoktól függően – a járás hegységen túli településeinek ellátását biztosítani.
Repülőtere a településtől 7 km-re, a tengerparton terül el, rövid kifutópályája kisebb gépek fogadását teszi lehetővé.

## Története
Ajant a 19. század közepén alapították, hogy kiindulási pontja legyen az Orosz-amerikai Társaság Jakutszkba vezető szállítási útvonalának. A társaság 1842-ben határozta el, hogy Ohotszkban lévő kereskedelmi központját az Ajani-öböl partjára helyezi át és ott új kikötőt létesít. Az első építmények 1843 végére készültek el, 1844-45-ben utat vágtak a Dzsugdzsur-hegységen és a tajgán át a Maja folyóhoz, és 1846-ban Ohotszkból az egész kereskedelmi központ átköltözött Ajanba. Ugyanabban az évben cári rendelet hirdette ki az Ajani kikötő létrejöttét. Attól kezdve ide futottak be a társaság hajói. Az innen Jakutszkba vezető postautat hivatalosan 1852-ben nyitották meg (Amga–ajani földút, Амгино-Аянский тракт). Az 1200 km hosszú útvonal kb. fele a Maja folyón vezetett (Nyelkantól a torkolatig).
1849-ben a kikötőt megtekintette Nyikolaj Nyikolajevics Muravjov (Amurszkij), Kelet-Szibéria tábornok-kormányzója, és itt találkozott Gennagyij Ivanovics Nyevelszkoj kapitánnyal (későbbi admirálissal). 1854-ben a települést Ivan Goncsarov is felkereste, aki egy világkörüli expedícióval utazott és Ajanról rövid leírást adott A Pallasz fregatt című regényében.
Miután Oroszország eladta Alaszkát (1867) és bekebelezte az Amur-vidéket, Ajan elvesztette jelentőségét. Lakói a jakutokkal kereskedtek, halászattal és bálnavadászattal foglalkoztak. A kikötő berendezéseit a kormánytól a varsói születésű német származású F. F. Filippeusz (Philippeus Alexander Eugen von, 1828–1889) kereskedő vette bérbe, aki a Jakutszkba irányuló kereskedelmet is folytatta. Halála után a kikötő egy amerikai cég kezébe, majd a század végén ismét orosz céghez került. A kereskedelem fő árucikke még a 20. század elején is a kínai tea volt. 
1923-24-ben itt is győzött a szovjet hatalom. A falu 1929-ben járási székhely lett. 1934-ben a halászat központosításával állami haltrösztöt hoztak létre. A tengeri halászat a falu gazdaságának egyik alapja volt és maradt. A járáshoz tartozó hegyekben folytatott aranybányászat komoly jövedelmet jelentett, bár a 2010-es évek elejére a bányászat visszaesett. A Nyelkanba vezető útvonal állapota erősen leromlott.